# Margot Begemann
Margaretha Carolina (Margot) Begemann (Nuenen, 17 maart 1841 - Den Haag, 11 februari 1907) was een Nederlandse vrouw die een geliefde was van de kunstschilder Vincent van Gogh.

## Levensloop
Margot werd in Nuenen geboren als dochter van de hervormde dominee Willem Lodewijk Begemann, die tussen 1828 en 1874 in het dorp werkzaam was. In de zomer van 1884 hadden Vincent van Gogh en Begemann een verhouding. Door haar familie werden trouwplannen afgekeurd. Door een zelfmoordpoging (met Strychnine) van Margot nam de verhouding een dramatische wending.
Margot Begemann verhuisde in  1899 naar Den Haag. Ze werd begraven op de Haagse begraafplaats Nieuw Eykenduynen, waar haar graf anno 2008 nog altijd te vinden is. In haar geboorteplaats Nuenen werd een straat naar haar vernoemd.